# Худяково (Кирилловский район)
Худяково — деревня в Кирилловском районе Вологодской области.
Входит в состав Алёшинского сельского поселения, с точки зрения административно-территориального деления — в Ивановоборский сельсовет.
Расстояние до районного центра Кириллова по автодороге — 23,5 км, до центра муниципального образования Шиндалово по прямой — 6 км. Ближайшие населённые пункты — Чуйково, Домниково, Красково, Алябино.
По данным переписи в 2002 году постоянного населения не было.